# Rot-Weiss Essen 2006-2007
Questa voce raccoglie le informazioni riguardanti la società calcistica tedesca Rot-Weiss Essen nelle competizioni ufficiali della stagione 2006-2007.

## Stagione
Nella stagione 2006-2007 il Rot Weiss Essen, allenato da Lorenz-Günther Köstner, concluse il campionato di 2. Bundesliga al 15º posto e fu retrocesso in Regionalliga. In Coppa di Germania il Rot Weiss Essen fu eliminato al secondo turno dal Eintracht Francoforte.

## Rosa
| N. |                      | Ruolo | Calciatore         |
| -- | -------------------- | ----- | ------------------ |
| 1  | Marocco (bandiera)   | P     | Karim Zaza         |
| 2  | Germania (bandiera)  | D     | Thomas Kläsener    |
| 3  | Rep. Ceca (bandiera) | D     | Martin Hyský       |
| 5  | Germania (bandiera)  | D     | Stefan Lorenz      |
| 6  | Argentina (bandiera) | D     | Víctor Lorenzón    |
| 7  | Germania (bandiera)  | C     | Holger Wehlage     |
| 8  | Germania (bandiera)  | A     | Mac Younga-Mouhani |
| 9  | Germania (bandiera)  | A     | Alexander Löbe     |
| 10 | Nigeria (bandiera)   | A     | Solomon Okoronkwo  |
| 11 | Turchia (bandiera)   | C     | Ferhat Kıskanç     |
| 13 | Belgio (bandiera)    | C     | Stijn Haeldermans  |
| 14 | Germania (bandiera)  | D     | Florian Thorwart   |
| 16 | Grecia (bandiera)    | C     | Dīmītrīs Grammozīs |

| N. |                       | Ruolo | Calciatore       |
| -- | --------------------- | ----- | ---------------- |
| 17 | Portogallo (bandiera) | C     | Paulo Sérgio     |
| 18 | Germania (bandiera)   | C     | Denis Epstein    |
| 19 | Germania (bandiera)   | A     | Danko Boskovic   |
| 20 | Germania (bandiera)   | P     | André Maczkowiak |
| 21 | Germania (bandiera)   | C     | Michael Lorenz   |
| 22 | Germania (bandiera)   | D     | Pascal Bieler    |
| 23 | Turchia (bandiera)    | C     | Barbaros Barut   |
| 24 | Germania (bandiera)   | D     | Michael Bemben   |
| 27 | Germania (bandiera)   | C     | Barış Özbek      |
| 29 | Turchia (bandiera)    | A     | Serkan Çalık     |
| 30 | Germania (bandiera)   | P     | Daniel Masuch    |
| 31 | Germania (bandiera)   | C     | Michél Harrer    |
| 33 | Germania (bandiera)   | D     | Ronny Nikol      |

## Organigramma societario
Area tecnica
- Allenatore:
- Allenatore in seconda:
- Preparatore dei portieri: Carsten Busch
- Preparatori atletici: Thomas Zetzmann

## Calciomercato

### Sessione estiva
| Acquisti | Acquisti           | Acquisti                   | Acquisti |
| R.       | Nome               | da                         | Modalità |
| -------- | ------------------ | -------------------------- | -------- |
| D        | Pascal Bieler      | Hertha Berlino             |          |
| C        | Dīmītrīs Grammozīs | Colonia                    |          |
| C        | Michél Harrer      | Rot-Weiss Essen (juniores) |          |
| D        | Martin Hyský       | Energie Cottbus            |          |
| D        | Thomas Kläsener    | Schalke 04                 |          |
| P        | Daniel Masuch      | RW Oberhausen              |          |
| C        | Paulo Sérgio       | Vitória Guimarães          |          |
| P        | Karim Zaza         | Brøndby                    |          |

| Cessioni | Cessioni           | Cessioni        | Cessioni |
| R.       | Nome               | da              | Modalità |
| -------- | ------------------ | --------------- | -------- |
| C        | Moritz Stoppelkamp | Rot-Weiß Erfurt |          |
| C        | Ali Bilgin         | Antalyaspor     |          |
| C        | Tim Gorschlüter    | LR Ahlen        |          |
| D        | Dimitrios Pappas   | RW Oberhausen   |          |

### Sessione invernale
| Acquisti | Acquisti          | Acquisti       | Acquisti |
| R.       | Nome              | da             | Modalità |
| -------- | ----------------- | -------------- | -------- |
| C        | Barbaros Barut    | Greuther Fürth |          |
| A        | Solomon Okoronkwo | Hertha Berlino |          |
| C        | Denis Epstein     | Colonia        |          |

| Cessioni | Cessioni        | Cessioni  | Cessioni |
| R.       | Nome            | da        | Modalità |
| -------- | --------------- | --------- | -------- |
| P        | Dirk Langerbein | LR Ahlen  |          |
| D        | Danijel Štefulj | Međimurje |          |

## Risultati

### 2. Bundesliga

#### Girone di andata
| Arbitro: | Brych |

|            |           |  |
| Hajnal 44’ | Marcatori |  |

| Arbitro: | Weiner |

|                                |           |  |
| Younga-Mouhani 42’ Wehlage 72’ | Marcatori |  |

| Augusta; 27 agosto 2006, ore 14:00 CEST 3ª giornata | Augusta | 0 – 0 referto | Rot-Weiss Essen | Rosenaustadion (8 000 spett.)\| Arbitro: \| Pickel \| |
| Arbitro:                                            | Pickel  |               |                 |                                                       |

| Arbitro: | Schalk |

|                                                        |           |                                          |
| Younga-Mouhani 16’, 56’ Sérgio 18’ Lorenzón 52’ (rig.) | Marcatori | 5’ Schlitte 55’ Fröhlich 59’, 72’ Helbig |

| Arbitro: | Wack |

|            |           |  |
| Helmes 74’ | Marcatori |  |

| Arbitro: | Kempter |

|                       |           |  |
| Kläsener 32’ Löbe 48’ | Marcatori |  |

| Arbitro: | Dingert |

|            |           |  |
| Türker 36’ | Marcatori |  |

| Arbitro: | Gräfe |

|                              |           |                       |
| Lorenz 15’ Bemben 61’ (rig.) | Marcatori | 90’ Dogan 90’ Röttger |

| Arbitro: | Schriever |

|          |           |                   |
| Löbe 33’ | Marcatori | 39’, 90’ Porcello |

| Arbitro: | Welz |

|                            |           |  |
| Vučićević 50’ Di Salvo 61’ | Marcatori |  |

| Arbitro: | Grudzinski |

|  |           |           |
|  | Marcatori | 82’ Şahin |

| Arbitro: | Anklam |

|                                |           |                 |
| Buck 25’ (rig.) Lechleiter 52’ | Marcatori | 27’ (aut.) Buck |

| Arbitro: | Sahler |

|  |           |             |
|  | Marcatori | 56’ Liebers |

| Arbitro: | Frank |

|                     |           |  |
| Bülow 27’ Stein 56’ | Marcatori |  |

| Arbitro: | Schmidt |

|              |           |  |
| Boskovic 86’ | Marcatori |  |

| Arbitro: | Gräfe |

|            |           |           |
| Krejčí 59’ | Marcatori | 89’ Çalık |

| Arbitro: | Meyer |

|                    |           |                       |
| Younga-Mouhani 45’ | Marcatori | 14’ Bodzek 90’ Lavrič |

#### Girone di ritorno
| Essen 19 gennaio 2007, ore 18:00 CET 18ª giornata | Rot-Weiss Essen | 0 – 0 referto | Kaiserslautern | Georg-Melches-Stadion (15 015 spett.)\| Arbitro: \| Fleischer \| |
| Arbitro:                                          | Fleischer       |               |                |                                                                  |

| Arbitro: | Sippel |

|                                            |           |             |
| Khizaneishvili 70’ Benčík 74’ Pitroipa 88’ | Marcatori | 79’ Epstein |

| Essen 4 febbraio 2007, ore 14:00 CET 20ª giornata | Rot-Weiss Essen | 0 – 0 referto | Augusta | Georg-Melches-Stadion (11 062 spett.)\| Arbitro: \| Schempershauwe \| |
| Arbitro:                                          | Schempershauwe  |               |         |                                                                       |

| Arbitro: | Pickel |

|                         |           |  |
| Ashvetia 39’ Sykora 87’ | Marcatori |  |

| Arbitro: | Weiner |

|                                                   |           |  |
| Kıskanç 16’ Boskovic 39’, 70’ Çalık 41’ Barut 53’ | Marcatori |  |

| Arbitro: | Dingert |

|  |           |             |
|  | Marcatori | 8’ Lorenzón |

| Arbitro: | Schößling |

|                                  |           |                     |
| Boskovic 60’ Lorenzón 62’ (rig.) | Marcatori | 23’, 89’ Toppmöller |

| Arbitro: | Anklam |

|                                         |           |                                  |
| Müller 36’ Djurisic 80’ Krupniković 85’ | Marcatori | 15’ Boskovic 90’ (rig.) Lorenzón |

| Arbitro: | Aytekin |

|                     |           |                                         |
| Federico 75’ (rig.) | Marcatori | 43’ Okoronkwo 64’ Lorenzón 89’ Boskovic |

| Arbitro: | Lupp |

|  |           |                      |
|  | Marcatori | 46’ Wolff 51’ Göktan |

| Arbitro: | Walz |

|  |           |              |
|  | Marcatori | 54’ Boskovic |

| Arbitro: | Wagner |

|                   |           |                |
| Bucher 11’ (aut.) | Marcatori | 60’ Lechleiter |

| Aue-Bad Schlema 20 aprile 2007, ore 18:00 CEST 30ª giornata | Erzgebirge Aue | 0 – 0 referto | Rot-Weiss Essen | Erzgebirgsstadion (8 700 spett.)\| Arbitro: \| Schriever \| |
| Arbitro:                                                    | Schriever      |               |                 |                                                             |

| Essen 30 aprile 2007, ore 20:15 CEST 31ª giornata | Rot-Weiss Essen | 0 – 0 referto | Hansa Rostock | Georg-Melches-Stadion (16 200 spett.)\| Arbitro: \| Drees \| |
| Arbitro:                                          | Drees           |               |               |                                                              |

| Arbitro: | Kempter |

|  |           |                      |
|  | Marcatori | 18’ Lorenz 70’ Özbek |

| Arbitro: | Rafati |

|              |           |                |
| Boskovic 32’ | Marcatori | 90’ Ledgerwood |

| Arbitro: | Kircher |

|                                         |           |  |
| Tararache 47’ (rig.) Daun 60’ Grlić 69’ | Marcatori |  |

### Coppa di Germania
| Arbitro: | Gagelmann |

|            |           |  |
| Lorenz 69’ | Marcatori |  |

| Arbitro: | Stark |

|          |           |                                 |
| Löbe 57’ | Marcatori | 9’ Weissenberger 28’ Amanatidīs |

## Statistiche

### Statistiche di squadra
| Competizione      | Punti | In casa | In casa | In casa | In casa | In casa | In casa | In trasferta | In trasferta | In trasferta | In trasferta | In trasferta | In trasferta | Totale | Totale | Totale | Totale | Totale | Totale | DR |
| Competizione      | Punti | G       | V       | N       | P       | Gf      | Gs      | G            | V            | N            | P            | Gf           | Gs           | G      | V      | N      | P      | Gf     | Gs     | DR |
| ----------------- | ----- | ------- | ------- | ------- | ------- | ------- | ------- | ------------ | ------------ | ------------ | ------------ | ------------ | ------------ | ------ | ------ | ------ | ------ | ------ | ------ | -- |
| 2. Bundesliga     | 35    | 17      | 4       | 8       | 5       | 22      | 18      | 17           | 4            | 3            | 10           | 12           | 22           | 34     | 8      | 11     | 15     | 34     | 40     | -6 |
| Coppa di Germania | -     | 2       | 1       | 0       | 1       | 2       | 2       | 0            | 0            | 0            | 0            | 0            | 0            | 2      | 1      | 0      | 1      | 2      | 2      | 0  |
| Totale            | 35    | 19      | 5       | 8       | 6       | 24      | 20      | 17           | 4            | 3            | 10           | 12           | 22           | 36     | 9      | 11     | 16     | 36     | 42     | -6 |

### Andamento in campionato
| Giornata  | 1  | 2 | 3 | 4  | 5  | 6 | 7  | 8  | 9  | 10 | 11 | 12 | 13 | 14 | 15 | 16 | 17 | 18 | 19 | 20 | 21 | 22 | 23 | 24 | 25 | 26 | 27 | 28 | 29 | 30 | 31 | 32 | 33 | 34 |
| --------- | -- | - | - | -- | -- | - | -- | -- | -- | -- | -- | -- | -- | -- | -- | -- | -- | -- | -- | -- | -- | -- | -- | -- | -- | -- | -- | -- | -- | -- | -- | -- | -- | -- |
| Luogo     | T  | C | T | C  | T  | C | T  | C  | C  | T  | C  | T  | C  | T  | C  | T  | C  | C  | T  | C  | T  | C  | T  | C  | T  | T  | C  | T  | C  | T  | C  | T  | C  | T  |
| Risultato | P  | V | N | N  | P  | V | P  | N  | P  | P  | P  | P  | P  | P  | V  | N  | P  | N  | P  | N  | P  | V  | V  | N  | P  | V  | P  | V  | N  | N  | N  | V  | N  | P  |
| Posizione | 15 | 7 | 9 | 10 | 11 | 9 | 10 | 10 | 14 | 14 | 16 | 17 | 17 | 17 | 17 | 17 | 17 | 17 | 17 | 17 | 17 | 16 | 16 | 16 | 16 | 15 | 16 | 14 | 14 | 16 | 16 | 13 | 13 | 15 |

Legenda:

Luogo: C = Casa; T = Trasferta. Risultato: V = Vittoria; N = Pareggio; P = Sconfitta.

### Statistiche dei giocatori
| Giocatore         | 2. Bundesliga | 2. Bundesliga | 2. Bundesliga | 2. Bundesliga | Coppa di Germania | Coppa di Germania | Coppa di Germania | Coppa di Germania | Totale   | Totale | Totale      | Totale     |
| Giocatore         | Presenze      | Reti          | Ammonizioni   | Espulsioni    | Presenze          | Reti              | Ammonizioni       | Espulsioni        | Presenze | Reti   | Ammonizioni | Espulsioni |
| ----------------- | ------------- | ------------- | ------------- | ------------- | ----------------- | ----------------- | ----------------- | ----------------- | -------- | ------ | ----------- | ---------- |
| B. Barut          | 12            | 1             | 4             | 1             | 0                 | 0                 | 0                 | 0                 | 12       | 1      | 4           | 1          |
| M. Bemben         | 24            | 1             | 7             | 0             | 2                 | 0                 | 0                 | 0                 | 26       | 1      | 7           | 0          |
| P. Bieler         | 33            | 0             | 2             | 0             | 2                 | 0                 | 0                 | 0                 | 35       | 0      | 2           | 0          |
| D. Boskovic       | 21            | 8             | 1             | 0             | 0                 | 0                 | 0                 | 0                 | 21       | 8      | 1           | 0          |
| D. Epstein        | 5             | 1             | 0             | 0             | 0                 | 0                 | 0                 | 0                 | 5        | 1      | 0           | 0          |
| D. Grammozīs      | 8             | 0             | 2             | 1             | 0                 | 0                 | 0                 | 0                 | 8        | 0      | 2           | 1          |
| S. Haeldermans    | 11            | 0             | 1             | 0             | 1                 | 0                 | 0                 | 0                 | 12       | 0      | 1           | 0          |
| M. Harrer         | 0             | 0             | 0             | 0             | 0                 | 0                 | 0                 | 0                 | 0        | 0      | 0           | 0          |
| M. Hyský          | 30            | 0             | 6             | 0             | 2                 | 0                 | 0                 | 0                 | 32       | 0      | 6           | 0          |
| T. Kläsener       | 33            | 1             | 5             | 0             | 1                 | 0                 | 0                 | 0                 | 34       | 1      | 5           | 0          |
| F. Kıskanç        | 23            | 1             | 2             | 0             | 1                 | 0                 | 1                 | 0                 | 24       | 1      | 3           | 0          |
| M. Lorenz         | 16            | 2             | 0             | 0             | 2                 | 0                 | 0                 | 0                 | 18       | 2      | 0           | 0          |
| S. Lorenz         | 28            | 0             | 5             | 0             | 2                 | 1                 | 0                 | 0                 | 30       | 1      | 5           | 0          |
| V. Lorenzón       | 30            | 5             | 6             | 1             | 2                 | 0                 | 0                 | 0                 | 32       | 5      | 6           | 1          |
| A. Löbe           | 19            | 2             | 3             | 0             | 2                 | 1                 | 0                 | 0                 | 21       | 3      | 3           | 0          |
| A. Maczkowiak     | 1             | 0             | 0             | 0             | 0                 | 0                 | 0                 | 0                 | 1        | 0      | 0           | 0          |
| D. Masuch         | 3             | 0             | 0             | 0             | 1                 | 0                 | 0                 | 0                 | 4        | 0      | 0           | 0          |
| R. Nikol          | 8             | 0             | 2             | 0             | 0                 | 0                 | 0                 | 0                 | 8        | 0      | 2           | 0          |
| S. Okoronkwo      | 15            | 1             | 5             | 0             | 0                 | 0                 | 0                 | 0                 | 15       | 1      | 5           | 0          |
| P. Sérgio         | 10            | 1             | 3             | 0             | 1                 | 0                 | 1                 | 0                 | 11       | 1      | 4           | 0          |
| F. Thorwart       | 0             | 0             | 0             | 0             | 0                 | 0                 | 0                 | 0                 | 0        | 0      | 0           | 0          |
| H. Wehlage        | 22            | 1             | 2             | 0             | 2                 | 0                 | 0                 | 0                 | 24       | 1      | 2           | 0          |
| M. Younga-Mouhani | 20            | 4             | 2             | 1             | 2                 | 0                 | 0                 | 0                 | 22       | 4      | 2           | 1          |
| K. Zaza           | 31            | 0             | 1             | 0             | 1                 | 0                 | 0                 | 0                 | 32       | 0      | 1           | 0          |
| A. van Lent       | 7             | 0             | 0             | 0             | 1                 | 0                 | 0                 | 0                 | 8        | 0      | 0           | 0          |
| S. Çalık          | 29            | 2             | 5             | 1             | 2                 | 0                 | 0                 | 0                 | 31       | 2      | 5           | 1          |
| B. Özbek          | 25            | 1             | 6             | 0             | 1                 | 0                 | 0                 | 0                 | 26       | 1      | 6           | 0          |